# Nicholas O’Conor

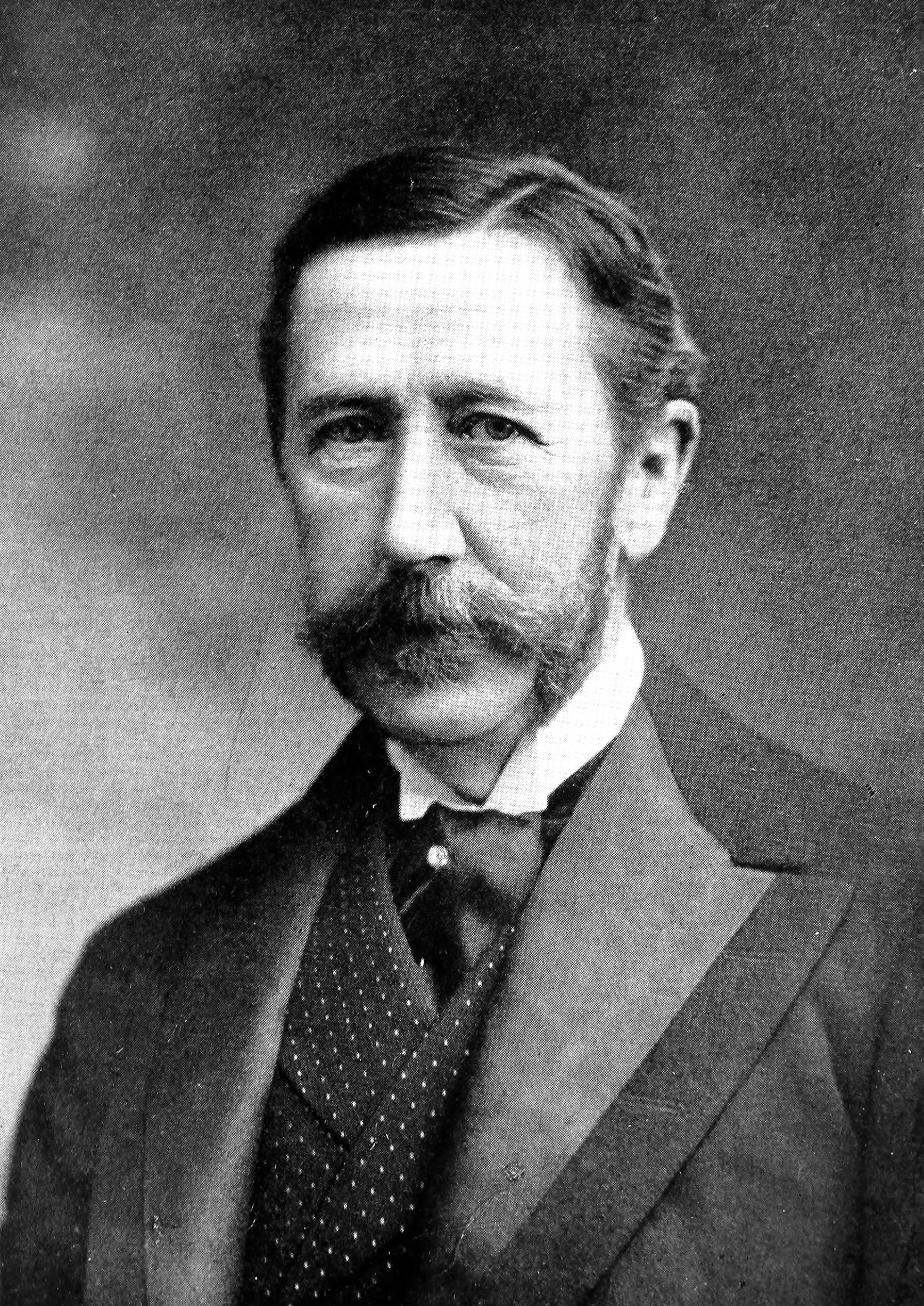
Sir Nicholas Roderick O’Conor

Sir Nicholas Roderick O’Conor, GCB, GCMG, PC (irisch: Nioclás Ruairí Ó Conchobhair Donn; * 3. Juli 1843 in Dundermott, County Roscommon, Irland; † 19. März 1908 in Konstantinopel, Osmanisches Reich) war ein britischer Diplomat, der unter anderem zwischen 1892 und 1895 Gesandter des Vereinigten Königreichs im Chinesischen Kaiserreich, von 1895 bis 1898 Botschafter im Russischen Kaiserreich sowie zuletzt zwischen 1898 und seinem Tode 1908 Botschafter im Osmanischen Reich war.

## Leben
Nicholas Roderick O’Conor war der jüngste Sohn von drei Söhnen Patrick O’Conor († 1860), der High Sheriff und Friedensrichter des County Roscommon war, sowie dessen Ehefrau Jane French. Sein Bruder Patrick Hugh O’Conor († 1877) war wie der Vater High Sheriff und Friedensrichter des County Roscommon sowie zudem zeitweise Deputy Lieutenant dieser Grafschaft, während sein Bruder Roderick Thomas O’Conor (1839–1858) bereits als Jugendlicher verstarb. Er selbst trat nach dem Besuch des Stonyhurst College 1866 in den Diplomatischen Dienst (Diplomatic Service) des Außenministeriums (Foreign Office) ein. Er war als Attaché an der Gesandtschaft beim Norddeutscher Bund in Berlin tätig und wurde dort am 22. November 1870 zum Dritter Sekretär (Third Secretary) befördert. Er wurde am 10. August 1874 zum Zweiten Sekretär (Second Secretary) befördert und fungierte zwischen dem 7. Dezember 1883 und 1885 als Sekretär an der Gesandtschaft im Kaiserreich China. Im Anschluss war er vom 14. Dezember 1885 bis 1887 Sekretär an der Gesandtschaft in den USA und wurde für seine Verdienste am 13. Februar 1886 erst zum Companion des Order of St Michael and St George (CMG) sowie am 30. Juli 1886 auch zum Companion des Order of the Bath (CB) ernannt.

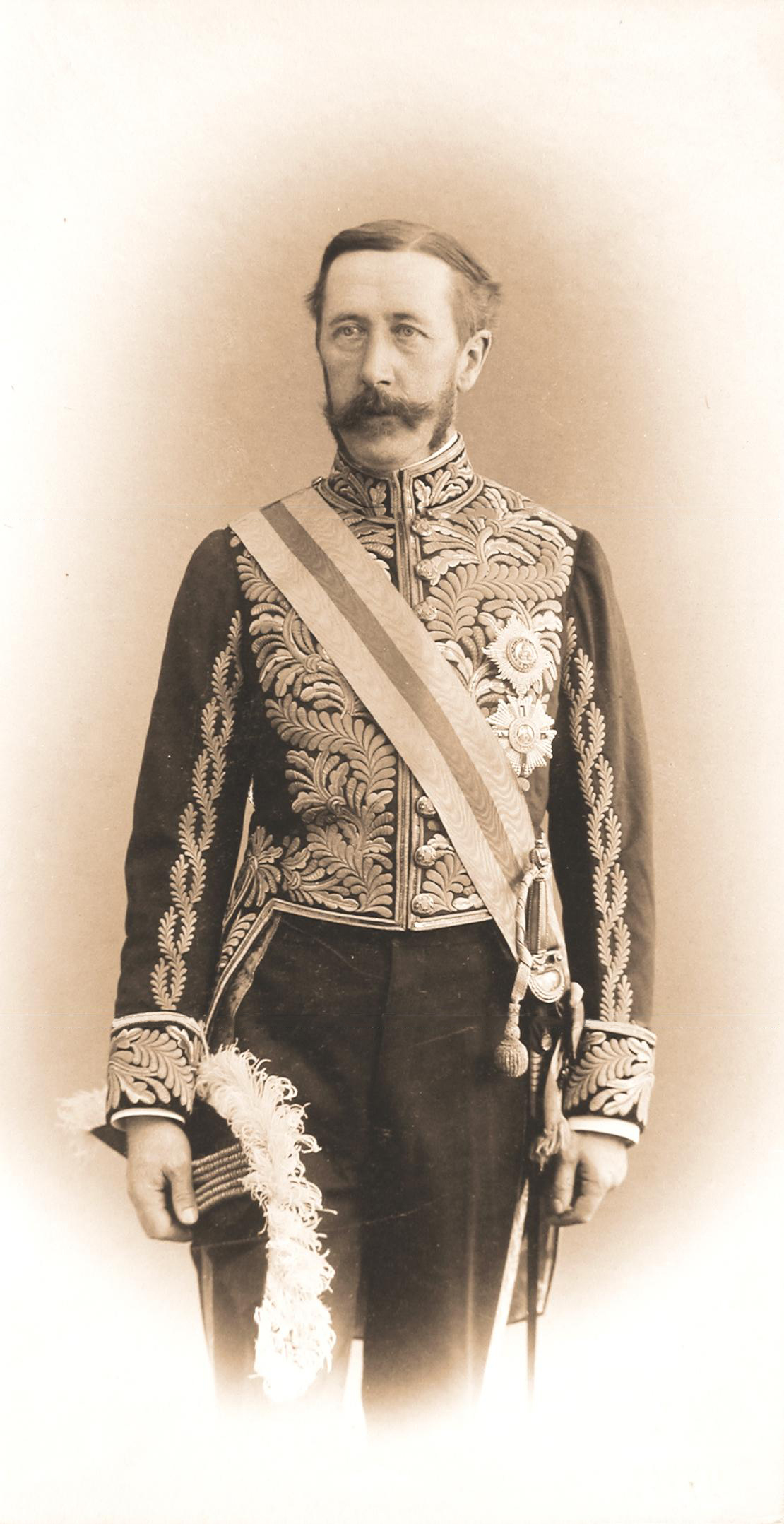
Nicholas O’Conor als Botschafter im Russischen Kaiserreich.

Am 1. Januar 1887 wurde O’Conor zum Agenten und Generalkonsul im Fürstentum Bulgarien ernannt und bekleidete dieses Amt bis 1892. Daraufhin übernahm er am 9. November 1892 von Sir John Walsham den Posten als Gesandter des Vereinigten Königreichs im Chinesischen Kaiserreich und verblieb auf diesem Posten in Peking bis September 1895, woraufhin Sir Claude Maxwell MacDonald seine dortige Nachfolge antrat. Während seiner dortigen Verwendung wurde er für seine Verdienste zum 25. Mai 1895 als Knight Commander des Order of the Bath (KCB) nobilitiert, wodurch er fortan den Namenszusatz „Sir“ führte. Daraufhin löste er 1895 Sir Frank Lascelles als Botschafter im Russischen Kaiserreich und hatte dieses Amt in Sankt Petersburg bis zu seiner Ablösung durch Sir Charles Scott 1898. Für seine Verdienste in dieser Zeit wurde er am 27. Februar 1896 zum Knight Grand Cross des Order of St Michael and St George (GCMG) erhoben und am 6. März 1896 auch zum Mitglied des Geheimen Kronrates (Privy Council) berufen.
Sir Nicholas O’Conor, der am 22. Juni 1897 auch zum Knight Grand Cross des Order of the Bath (GCB) erhoben wurde, wurde am 1. Juli 1898 als Nachfolger von Sir Philip Currie zum Botschafter im Osmanischen Reich berufen. Er bekleidete diese Funktion in Konstantinopel bis zu seinem Tode am 19. März 1908, woraufhin Sir Gerard Lowther seine dortige Nachfolge antrat.
Nicholas Roderick O’Conor, der zeitweise auch Justice of the Peace (JP) des County Galway und des County Roscommon, heiratete am 13. April 1887 Minna Margaret Hope-Scott († 1934), Tochter des Rechtsanwalts James Robert Hope-Scott (1812–1873) und dessen zweiter Ehefrau Lady Victoria Alexandrina Fitzalan-Howard (1840–1870), die älteste Tochter von Henry Fitzalan-Howard, 14. Duke of Norfolk (1815–1860). Aus dieser Ehe gingen drei Töchter hervor. Die älteste Tochter Fearga Victoria Mary O'Conor (1892–1969) war die Ehefrau des späteren Rear-Admiral der Royal Navy Malcolm Raphael Joseph Constable-Maxwell-Scott (1883–1943). Die zweite Tochter Muriel Margaret O'Conor (1894-nach 1928) war die Ehefrau von Charles Joseph Neville (1883–1930), der als Zivilbeamter im Sudan tätig war, während die jüngste Tochter Eileen Winifred Madeleine O'Conor (1897–nach 1918) mit dem rumänischen Hauptmann Matila Costiesco Ghika verheiratet war, der unter anderem als Militärattaché fungierte.

## Hintergrundliteratur
- John Burman: Britain’s relations with the Ottoman Empire during the embassy of Sir Nicholas O’Conor to the Porte, 1898–1908, The Isis Press, Istanbul 2010
- John Burman (Herausgeber): Notes from Constantinople. The political diary of Sir Nicholas O’Conor, Britain's ambassador to the Porte, 1898–1908, The Isis Press, Istanbul 2010